# Campionati mondiali di ginnastica artistica 2022
I campionati mondiali di ginnastica artistica 2022 sono stati la 51ª edizione della competizione. Si sono svolti dal 29 ottobre al 6 novembre alla M&S Bank Arena di Liverpool, nel Regno Unito.
Per quanto riguarda la competizione femminile, erano ammesse 24 squadre (composte da cinque ginnaste ciascuna) qualificatesi attraverso i Campionati continentali svolti nel 2022. Oltre alle squadre hanno partecipato ai Mondiali anche 81 ginnaste (49 qualificatesi attraverso i diversi Campionati continentali e 32 attraverso le Coppe del Mondo) che hanno gareggiato individualmente.
Le tre nazioni, sia nella maschile sia nella femminile, che si sono trovate nelle prime tre posizioni dopo la finale a squadre si sono qualificate automaticamente alle Olimpiadi di Parigi 2024.

## Programma
- 29-30 ottobre: qualificazioni femminili
- 31 ottobre: qualificazioni maschili
- 1 novembre: finale a squadre femminile
- 2 novembre: finale a squadre maschile
- 3 novembre: finale all-around femminile
- 4 novembre: finale all-around maschile
- 5-6 novembre: finali ad attrezzo maschili e femminili

### Medagliere

#### Complessivo
| Posiz. | Nazione     | Oro | Argento | Bronzo | Totale |
| ------ | ----------- | --- | ------- | ------ | ------ |
| 1      | Stati Uniti | 3   | 4       | 1      | 8      |
| 2      | Cina        | 3   | 2       | 0      | 5      |
| 3      | Giappone    | 2   | 3       | 2      | 7      |
| 4      | Regno Unito | 2   | 1       | 3      | 6      |
| 5      | Brasile     | 1   | 0       | 2      | 3      |
| 6      | Armenia     | 1   | 0       | 1      | 2      |
| 7      | Irlanda     | 1   | 0       | 0      | 1      |
| 7      | Turchia     | 1   | 0       | 0      | 1      |
| 9      | Filippine   | 0   | 1       | 1      | 2      |
| 9      | Canada      | 0   | 1       | 1      | 2      |
| 11     | Giordania   | 0   | 1       | 0      | 1      |
| 11     | Germania    | 0   | 1       | 0      | 1      |
| 13     | Ucraina     | 0   | 0       | 1      | 1      |
| Totale | Totale      | 14  | 14      | 11     | 39     |

#### Uomini
| Posiz. | Nazione     | Oro | Argento | Bronzo | Totale |
| ------ | ----------- | --- | ------- | ------ | ------ |
| 1      | Cina        | 2   | 2       | 0      | 4      |
| 2      | Giappone    | 1   | 3       | 2      | 6      |
| 3      | Regno Unito | 1   | 0       | 2      | 3      |
| 4      | Armenia     | 1   | 0       | 1      | 2      |
| 5      | Irlanda     | 1   | 0       | 0      | 1      |
| 5      | Turchia     | 1   | 0       | 0      | 1      |
| 5      | Stati Uniti | 1   | 0       | 0      | 1      |
| 8      | Filippine   | 0   | 1       | 1      | 2      |
| 9      | Giordania   | 0   | 1       | 0      | 1      |
| 9      | Germania    | 0   | 1       | 0      | 1      |
| 11     | Ucraina     | 0   | 0       | 1      | 1      |
| Totale | Totale      | 8   | 7       | 8      | 23     |

#### Donne
| Posiz. | Nazione     | Oro | Argento | Bronzo | Totale |
| ------ | ----------- | --- | ------- | ------ | ------ |
| 1      | Stati Uniti | 2   | 4       | 1      | 7      |
| 2      | Regno Unito | 1   | 1       | 1      | 3      |
| 3      | Brasile     | 1   | 0       | 1      | 2      |
| 3      | Giappone    | 1   | 0       | 1      | 2      |
| 5      | Cina        | 1   | 0       | 0      | 1      |
| 6      | Canada      | 0   | 1       | 1      | 2      |
| 7      | Francia     | 0   | 0       | 1      | 1      |
| 7      | Belgio      | 0   | 0       | 1      | 1      |
| Totale | Totale      | 6   | 6       | 7      | 19     |

## Podi
| Evento                 | Oro                                                                                      | Punti   | Argento | Punti   | Bronzo                                                                                            | Punti   |
| Maschile               |                                                                                          |         | |         |                                                                                                   |         |
| Concorso a squadre     | Cina Sun Wei Yang Jiaxing You Hao Zhang Boheng Zou Jingyuan Su Weide*                    | 258.858 | Giappone Ryosuke Doi Daiki Hashimoto Yuya Kamoto Kakeru Tanigawa Wataru Tanigawa Kazuma Kaya*                       | 253.395 | Gran Bretagna Joe Fraser James Hall Jake Jarman Giarnni Regini-Moran Courtney Tulloch Adam Tobin* | 247.229 |
| Concorso individuale   | Daiki Hashimoto                                                                          | 87.198  | Zhang Boheng | 86.765  | Wataru Tanigawa                                                                                   | 85.231  |
| Corpo libero           | Giarnni Regini-Moran                                                                     | 14.533  | Daiki Hashimoto | 14.500  | Ryosuke Doi                                                                                       | 14.266  |
| Cavallo con maniglie   | Rhys McClenaghan                                                                         | 15.300  | Ahmad Abu al Soud                                                                                                   | 14.866  | Harutyun Merdinyan                                                                                | 14.733  |
| Anelli                 | Adem Asil                                                                                | 14.933  | Zou Jingyuan | 14.866  | Courtney Tulloch                                                                                  | 14.733  |
| Volteggio              | Artur Davtyan                                                                            | 15.050  | Carlos Yulo | 14.950  | Ihor Radivilov                                                                                    | 14.733  |
| Parallele simmetriche  | Zou Jingyuan                                                                             | 16.166  | Lukas Dauser | 15.500  | Carlos Yulo                                                                                       | 15.366  |
| Sbarra                 | Brody Malone                                                                             | 14.800  | Daiki Hashimoto | 14.700  | Arthur Mariano                                                                                    | 14.466  |
| Femminile              |                                                                                          |         | |         |                                                                                                   |         |
| Concorso a squadre     | Stati Uniti Skye Blakely Jade Carey Jordan Chiles Shilese Jones Leanne Wong Lexi Zeiss * | 166.564 | Gran Bretagna Ondine Achampong Georgia-Mae Fenton Jennifer Gadirova Jessica Gadirova Alice Kinsella Poppy Stickler* | 163.363 | Canada Elsabeth Black Laurie Denommee Denelle Pedrick Emma Spence Sydney Turner Shallon Olsen*    | 160.563 |
| Concorso individuale   | Rebeca Andrade                                                                           | 56.899  | Shilese Jones | 55.399  | Jessica Gadirova                                                                                  | 55.199  |
| Volteggio              | Jade Carey                                                                               | 14.516  | Jordan Chiles | 14.350  | Coline Devillard                                                                                  | 14.166  |
| Parallele asimmetriche | Wei Xiaoyuan                                                                             | 14.966  | Shilese Jones | 14.766  | Nina Derwael                                                                                      | 14.700  |
| Trave                  | Hazuki Watanabe                                                                          | 13.600  | Elsabeth Black | 13.566  | Shoko Miyata                                                                                      | 13.533  |
| Corpo libero           | Jessica Gadirova                                                                         | 14.200  | Jordan Chiles | 13.833  | Rebeca Andrade Jade Carey                                                                         | 13.733  |

## Risultati

### Femminile

#### Concorso a squadre femminile
| Posizione | Squadra                     | Volteggio | Parallele | Trave  | Corpo Libero | Totale  |
| --------- | --------------------------- | --------- | --------- | ------ | ------------ | ------- |
| Oro       | Stati Uniti                 | 43,133    | 42,199    | 39,399 | 41,833       | 166,564 |
| Oro       | Jordan Chiles               | 14,400    | 14,100    | 13,333 | 14,000       | 166,564 |
| Oro       | Jade Carey                  | 14,800    | —         | 12,800 | 14,100       | 166,564 |
| Oro       | Shilese Jones               | 13,933    | 14,333    | —      | 13,733       | 166,564 |
| Oro       | Skye Blakely                | —         | —         | 13,266 | —            | 166,564 |
| Oro       | Leanne Wong                 | —         | 13,766    | —      | —            | 166,564 |
| Argento   | Regno Unito                 | 42,699    | 40,533    | 39,299 | 40,832       | 163,363 |
| Argento   | Ondine Achampong            | 14,366    | —         | 13,700 | —            | 163,363 |
| Argento   | Georgia-Mae Fenton          |           | 13,633    | 13,333 | —            | 163,363 |
| Argento   | Jennifer Gadirova           | —         | —         | —      | 13,433       | 163,363 |
| Argento   | Jessica Gadirova            | 14,200    | 12,800    | —      | 14,266       | 163,363 |
| Argento   | Alice Kinsella              | 14,133    | 14,100    | 12,266 | 13,133       | 163,363 |
| Bronzo    | Canada                      | 41,699    | 40,099    | 39,632 | 39,133       | 160,563 |
| Bronzo    | Elsabeth Black              | 14,200    | 14,033    | 13,833 | 13,100       | 160,563 |
| Bronzo    | Laurie Denommee             | —         | —         | —      | 12,933       | 160,563 |
| Bronzo    | Denelle Pedrick             | 13,866    | —         | —      | —            | 160,563 |
| Bronzo    | Emma Spence                 | 13,633    | 12,433    | 12,233 | —            | 160,563 |
| Bronzo    | Sydney Turner               | —         | 13,633    | 13,566 | 13,100       | 160,563 |
| 4         | Brasile                     | 41,465    | 41,499    | 37,332 | 39,365       | 159,661 |
| 4         | Rebeca Andrade              | 15,166    | 14,633    | 12,833 | 14,066       | 159,661 |
| 4         | Lorrane Oliveira            | 13,133    | 13,200    | —      | —            | 159,661 |
| 4         | Carolyne Pedro              | 13,166    | —         | 11,966 | 12,466       | 159,661 |
| 4         | Flavia Saraiva              | —         | 13,666    | —      | —            | 159,661 |
| 4         | Julia Soares                | —         | —         | 12,533 | 12,833       | 159,661 |
| 5         | Italia                      | 41,632    | 39,366    | 39,766 | 38,699       | 159,463 |
| 5         | Alice D'Amato               | 14,300    | 13,500    | —      | 13,133       | 159,463 |
| 5         | Manila Esposito             | 13,466    | —         | 13,133 | 11,600       | 159,463 |
| 5         | Martina Maggio              | 13,866    | 11,700    | 12,900 | 13,966       | 159,463 |
| 5         | Veronica Mandriota          | —         | —         | —      | —            | 159,463 |
| 5         | Giorgia Villa               | —         | 14,166    | 13,733 | —            | 159,463 |
| 6         | Cina                        | 40,199    | 41,966    | 37,366 | 37,998       | 157,529 |
| 6         | Luo Rui                     | —         | 14,400    | 12,400 | —            | 157,529 |
| 6         | Ou Yushan                   | 13,133    | —         | 14,266 | 12,966       | 157,529 |
| 6         | Tang Xijing                 | 13,133    | 12,833    | 10,700 | 12,166       | 157,529 |
| 6         | Wei Xiaoyuan                | —         | 14,733    | —      | —            | 157,529 |
| 6         | Zhang Jin                   | 13,933    | —         | —      | 12,866       | 157,529 |
| 7         | Giappone                    | 42,200    | 35,832    | 38,999 | 39,933       | 156,964 |
| 7         | Kokoro Fukasawa             | 13,600    | 9,400     | —      | —            | 156,964 |
| 7         | Shoko Miyata                | 14,400    | —         | 13,233 | 13,700       | 156,964 |
| 7         | Ayaka Sakaguchi             | 14,200    | —         | 13,000 | 13,200       | 156,964 |
| 7         | Hazuki Watanabe             | —         | 12,766    | —      | —            | 156,964 |
| 7         | Chiharu Yamada              | —         | 13,666    | 12,766 | 13,033       | 156,964 |
| 8         | Francia                     | 41,400    | 39,465    | 36,499 | 38,499       | 155,863 |
| 8         | Marine Boyer                | —         | —         | 13,666 | 13,133       | 155,863 |
| 8         | Melanie de Jesus dos Santos | 13,700    | 13,066    | 11,200 | 13,366       | 155,863 |
| 8         | Coline Devillard            | 13,700    | —         | —      | —            | 155,863 |
| 8         | Aline Friess                | —         | 12,900    | —      | 12,000       | 155,863 |
| 8         | Carolann Heduit             | 14,000    | 13,433    | 11,633 | —            | 155,863 |

### Concorso individuale
| Posizione | Ginnasta          | Volteggio | Parallele | Trave  | Corpo libero | Totale |
| --------- | ----------------- | --------- | --------- | ------ | ------------ | ------ |
| Oro       | Rebeca Andrade    | 15.166    | 13.800    | 13.533 | 14.400       | 56.899 |
| Argento   | Shilese Jones     | 14.233    | 14.366    | 13.100 | 13.700       | 55.399 |
| Bronzo    | Jessica Gadirova  | 13.833    | 13.233    | 13.733 | 14.400       | 55.199 |
| 4         | Alice Kinsella    | 14.166    | 14.166    | 13.100 | 13.633       | 55.065 |
| 5         | Ellie Black       | 14.033    | 13.933    | 13.433 | 13.333       | 54.732 |
| 6         | Jade Carey        | 14.733    | 13.166    | 12.633 | 14.166       | 54.698 |
| 7         | Ou Yushan         | 13.100    | 13.200    | 13.866 | 13.733       | 53.899 |
| 8         | Shoko Miyata      | 14.233    | 12.866    | 12.966 | 13.733       | 53.798 |
| 9         | Martina Maggio    | 14.033    | 12.800    | 13.033 | 13.866       | 53.732 |
| 10        | Alice D'Amato     | 14.166    | 13.266    | 12.533 | 13.066       | 53.031 |
| 11        | Lisa Vaelen       | 14.200    | 13.800    | 11.333 | 13.366       | 52.699 |
| 12        | Georgia Godwin    | 13.766    | 13.500    | 12.400 | 13.033       | 52.699 |
| 13        | Maisa Kuusikko    | 13.500    | 13.300    | 12.466 | 12.733       | 51.999 |
| 14        | Chiharu Yamada    | 13.166    | 13.466    | 12.233 | 13.100       | 51.965 |
| 15        | Maellyse Brassart | 13.266    | 13.766    | 11.733 | 13.133       | 51.898 |
| 16        | Tisha Volleman    | 13.400    | 13.133    | 12.333 | 12.666       | 51.532 |
| 17        | Lee Yun-seo       | 12.900    | 13.066    | 12.766 | 12.600       | 51.332 |
| 18        | Naomi Visser      | 13.000    | 12.033    | 11.866 | 13.766       | 50.665 |
| 19        | Carolann Heduit   | 13.433    | 13.266    | 11.933 | 11.900       | 50.532 |
| 20        | Ana Bărbosu       | 13.100    | 12.766    | 12.733 | 11.933       | 50.532 |
| 21        | Aline Friess      | 13.000    | 13.000    | 11.466 | 12.800       | 50.266 |
| 22        | Karina Schönmaier | 13.066    | 12.133    | 11.666 | 12.566       | 49.431 |
| 23        | Romi Brown        | 13.166    | 13.466    | 11.200 | 11.433       | 49.265 |
| 24        | Laura Casabuena   | 13.200    | 12.300    | 7.500  | 13.333       | 46.333 |

### Volteggio
| Posizione | Ginnasta         | Primo salto | Primo salto | Primo salto | Primo salto | Secondo salto | Secondo salto | Secondo salto | Secondo salto | Totale |
| Posizione | Ginnasta         | D Score     | E Score     | Pen.        | Punteggio   | D Score       | E score       | Pen.          | Punteggio     | Totale |
| --------- | ---------------- | ----------- | ----------- | ----------- | ----------- | ------------- | ------------- | ------------- | ------------- | ------ |
| Oro       | Jade Carey       | 5.600       | 9.133       |             | 14.733      | 5.000         | 9.300         |               | 14.300        | 14.516 |
| Argento   | Jordan Chiles    | 5.000       | 9.500       |             | 14.500      | 4.800         | 9.400         |               | 14.200        | 14.350 |
| Bronzo    | Coline Devillard | 5.400       | 9.100       |             | 14.500      | 5.000         | 8.933         | -0.10         | 13.833        | 14.166 |
| 4         | Ellie Black      | 5.000       | 9.200       |             | 14.200      | 4.800         | 9.233         |               | 14.033        | 14.116 |
| 5         | Shoko Miyata     | 5.000       | 9.066       |             | 14.066      | 4.800         | 9.133         |               | 13.933        | 13.999 |
| 6         | Lisa Vaelen      | 5.400       | 8.866       |             | 14.266      | 4.400         | 8.800         |               | 13.200        | 13.733 |
| 7         | Yeo Seo-jeong    | 5.400       | 7.566       | -0.30       | 12.666      | 5.000         | 9.033         |               | 14.033        | 13.349 |
| 8         | Lihie Raz        | 5.000       | 7.433       | -0.30       | 12.133      | 4.400         | 8.666         |               | 13.066        | 12.599 |

### Parallele
| Posizione | Ginnasta        | D Score | E Score | Pen. | Totale |
| --------- | --------------- | ------- | ------- | ---- | ------ |
| Oro       | Wei Xiaoyuan    | 6.600   | 8.366   |      | 14.966 |
| Argento   | Shilese Jones   | 6.400   | 8.366   |      | 14.766 |
| Bronzo    | Nina Derwael    | 6.300   | 8.400   |      | 14.700 |
| 4         | Elisabeth Seitz | 6.100   | 8.266   |      | 14.366 |
| 5         | Sanna Veerman   | 6.200   | 7.966   |      | 14.166 |
| 6         | Luo Rui         | 6.100   | 7.700   |      | 13.800 |
| 7         | Naomi Visser    | 6.100   | 7.133   |      | 13.233 |
| 8         | Rebeca Andrade  | 5.700   | 7.100   |      | 12.800 |

### Trave
| Posizione | Ginnasta        | D Score | E Score | Pen. | Totale |
| --------- | --------------- | ------- | ------- | ---- | ------ |
| Oro       | Hazuki Watanabe | 5.500   | 8.100   |      | 13.600 |
| Argento   | Ellie Black     | 5.500   | 8.066   |      | 13.566 |
| Bronzo    | Shoko Miyata    | 5.800   | 7.733   |      | 13.533 |
| 4         | Marine Boyer    | 5.500   | 7.800   |      | 13.300 |
| 5         | Skye Blakely    | 6.200   | 7.100   |      | 13.300 |
| 6         | Ou Yushan       | 5.900   | 7.100   |      | 13.000 |
| 7         | Zsófia Kovács   | 5.100   | 7.633   |      | 12.733 |
| 8         | Rebeca Andrade  | 6.000   | 6.733   |      | 12.733 |

### Corpo libero
| Posizione | Ginnasta          | D Score | E Score | Pen.  | Totale |
| --------- | ----------------- | ------- | ------- | ----- | ------ |
| Oro       | Jessica Gadirova  | 6.000   | 8.200   |       | 14.200 |
| Argento   | Jordan Chiles     | 5.800   | 8.033   |       | 13.833 |
| Bronzo    | Rebeca Andrade    | 5.900   | 7.833   |       | 13.733 |
| Bronzo    | Jade Carey        | 5.900   | 7.833   |       | 13.733 |
| 5         | Naomi Visser      | 5.700   | 7.966   |       | 13.666 |
| 6         | Martina Maggio    | 5.600   | 7.933   |       | 13.533 |
| 7         | Jennifer Gadirova | 5.300   | 7.966   | -0.10 | 13.166 |
| 8         | Shoko Miyata      | 5.300   | 7.766   |       | 13.066 |